# Аснис, Ефим Аркадьевич
Ефим Аркадьевич Аснис (род. 17 декабря 1935, г. Киев УССР-11 декабря 2020, Киев, Украина) — советский и украинский учёный в области сварочных процессов, доктор технических наук
Биография
Ефим Аркадьевич родился 17 декабря 1935 года в еврейской семье учёного Асниса Аркадия Ефимовича. В годы войны отец вместе с семьёй был эвакуирован в Нижний Тагил вместе с Институтом Электросварки им. Э. О. Патона.
В 1958 году окончил механический факультет Киевского Политехнического Института. С 1958 по 1959 работал на Бориспольской станции по ремонту тракторов и сельскохозяйственных машин (Бориспольская МТС).С 1960 по 1967 год работал на заводе Большевик где прошёл путь от инженера-сварщика до начальника бюро сварки.
С 1967 года работал в Институте электросварки АН УССР им. Э. О. Патона.
В 1974 году кандидат технических наук.
В 1983 году старший научный сотрудник.
В 1991 году доктор технических наук.
С 1993 года заведующий отделом космических технологий в институте электросварки им. Э. О. Патона НАН Украины.
Ефим Аснис является автором 2 монографий и 264 статей и патентов.
Умер в 2020 году в Киеве.
Направления Научной деятельности
Основная научная деятельность Асниса связана с исследованиями в области технологии сварки тугоплавких металлов а также сварочных процессов в условиях открытого космоса.